# Vipera xanthina
La víbora de la costa o víbora otomana (Vipera xanthina) es una serpiente venenosa de la familia Viperidae que se encuentra en el oriente de Grecia, la Turquía europea, y también en las islas del Mar Egeo. No se han identificado subespecies.
Usualmente crecen 70 a 95 cm de longitud, pero han llegado a alcanzar 130 cm en ciertas islas griegas en el mar Egeo. Es carnívora y se alimenta, principalmente, de roedores, aves y lagartos.
De acuerdo con Nilson, Andrén y Flärdh (1990), V. bornmuelleri, V. bulgardaghica, V.wagneri y V. xanthina están estrechamente relacionadas y forman un grupo o clado.